# Xã Elm Creek, Quận Buffalo, Nebraska
Xã Elm Creek (tiếng Anh: Elm Creek Township) là một xã thuộc quận Buffalo, tiểu bang Nebraska, Hoa Kỳ. Năm 2010, dân số của xã này là 1.242 người.